# Coupe Spengler 2017
Navigation
Édition précédente Édition suivante
La Coupe Spengler 2017 est la 91e édition de la Coupe Spengler. Elle se déroule du 26 au 31 décembre 2017 à Davos, en Suisse.

## Modus
Les six équipes participantes sont d'abord réparties en deux poules de trois, le groupe Torriani et le groupe Cattini. Chacune des équipes rencontre ses deux autres adversaires. La première équipe de chaque groupe est directement qualifiée pour les demi-finales. Les quatre autres équipes disputent des « pré-demi-finales », durant lesquelles le deuxième du groupe Cattini rencontre le troisième du groupe Torriani, et inversement. Le vainqueur de chacune de ces pré-demi-finales est qualifié pour les demi-finales. Les deux équipes victorieuses s'affrontent en finale, le 31 décembre, à midi.

## Participants

### Équipes
Comme 2018 est une année olympique, la Fédération suisse décide que le rendez-vous davosien est une bonne préparation pour l'équipe nationale en vue du tournoi sud-coréen. C'est pourquoi la Suisse est conviée à la place d'un autre club helvétique comme c'était le cas depuis 2010.
- HC Davos (NL)
  - Attaquants : Andres Ambühl, Brandon Buck, Enzo Corvi, Chris Egli, Mikael Johansson, Tino Kessler, Robert Kousal, Broc Little, Jeremy Morin (CP Berne), Tomi Sallinen (EHC Kloten), Gregory Sciaroni, Dario Simion, Samuel Walser, Dino Wieser, Marc Wieser
  - Défenseurs : Marc Aeschlimann, Félicien Du Bois, Tim Grossniklaus, Fabian Heldner, Sven Jung, Simon Kindschi, Sam Lofquist (HC Bienne), Magnus Nygren, Claude-Curdin Paschoud, Noah Schneeberger
  - Gardiens : Gilles Senn, Joren van Pottelberghe
  - Entraîneur : Arno Del Curto
- Équipe du Canada
  - Attaquants : Matt D'Agostini (HC Ambrì-Piotta/NL), Andrew Ebbett (CP Berne/NL), Jake Evans (Fighting Irish de Notre-Dame/Big Ten Conference (NCAA)), Curtis Hamilton (SC Rapperswil-Jona Lakers/SL), Chris Kelly (aucune), Maxim Lapierre (HC Lugano/NL), Jay McClement (HC Olten/SL), David McIntyre (EV Zoug/NL), Pierre-Alexandre Parenteau (Avtomobilist Iekaterinbourg/KHL), Mason Raymond (CP Berne/NL), Dylan Sikura (Huskies de Northeastern/Hockey East (NCAA)), Nick Spaling (Genève-Servette HC/NL), Christian Thomas (Penguins de Wilkes-Barre/Scranton/LAH)
  - Défenseurs : Victor Bartley (Örebro HK/SHL), Jeremy Davies (Huskies de Northeastern/Hockey East (NCAA)), Cody Goloubef (Heat de Stockton/LAH), Brandon Hickey (Terriers de Boston/Hockey East (NCAA)), Maxim Noreau (CP Berne/NL), Will Petschenig (Genève-Servette HC/NL), Jeff Schultz (Gulls de San Diego/LAH)
  - Gardiens : Barry Brust (HC Fribourg-Gottéron/NL), Kevin Poulin (Medveščak Zagreb/EBEL)
  - Entraîneur : Willie Desjardins
- Équipe de Suisse
  - Attaquants : Simon Bodenmann (CP Berne), Damien Brunner (HC Lugano), Luca Cunti (HC Lugano), Luca Fazzini (HC Lugano), Fabrice Herzog (ZSC Lions), Gregory Hofmann (HC Lugano), Denis Hollenstein (EHC Kloten), Lino Martschini (EV Zoug), Vincent Praplan (EHC Kloten), Tanner Richard (Genève-Servette HC), Noah Rod (Genève-Servette HC), Reto Schäppi (ZSC Lions), Tristan Scherwey (CP Berne), Pius Suter (ZSC Lions), Joël Vermin (Lausanne HC)
  - Défenseurs : Eric Blum (CP Berne), Raphael Diaz (EV Zoug), Michael Fora (HC Ambrì-Piotta), Patrick Geering (ZSC Lions), Joël Genazzi (Lausanne HC), Samuel Kreis (HC Bienne), Yannick Rathgeb (HC Fribourg-Gottéron), Dominik Schlumpf (EV Zoug), Dave Sutter (ZSC Lions), Ramon Untersander (CP Berne)
  - Gardiens : Leonardo Genoni (CP Berne), Luca Boltshauser (EHC Kloten)
  - Entraîneur : Patrick Fischer
  - Note : tous les joueurs évoluent en National League
  - [3] : Gaëtan Haas (CP Berne, remplacé par Rod), Thomas Rüfenacht (CP Berne, remplacé par Fora, défenseur), Romain Loeffel (Genève-Servette HC, remplacé par Kreis), Tobias Stephan (EV Zoug, remplacé par Boltshauser)
- HPK Hämeenlinna (SM-liiga)
  - Attaquants : Harri Kainulainen, Jaakko Kuusisto, Janne Lahti, Mikko Lehtonen, Olli Maansaari, Otto Paajanen, Oula Palve, Miro Ruokonen, Tommi Santala (EHC Kloten/NL), Severi Sillanpää, Jaakko Turtiainen, Teemu Turunen, Tomáš Vincour (HC Kometa Brno/Extraliga), Ville Viitaluoma
  - Défenseurs : Niclas Almari, Niklas Friman, Otto Latvala, Miro Karjalainen, Roope Laavainen, Joonas Lehtivuori, Jesper Lindgren, Markus Niemeläinen, Petteri Nikkilä, Mathias Porseland
  - Gardiens : Antti Karjalainen, Emil Larmi
  - Entraîneur : Antti Pennanen
- Mountfield HK (Extraliga)
  - Attaquants : Jaroslav Bednář, Jan Berger, Rudolf Červený, Lukáš Cingeľ, Michal Dragoun, Andris Džeriņš, Bedřich Köhler, Petr Koukal, Roman Kukumberg, Martin Látal, Lukáš Lhoták (HC Ambrì-Piotta/NL), Dominik Graňák, Jiří Šimánek, Radek Smoleňák, Lukáš Vopelka
  - Défenseurs : Oskars Cibuļskis, Martin Gernát (Lausanne/NL), Patrik Miškář, Blaž Gregorc, Filip Pavlík, Martin Pláněk, René Vydarený, Petr Zámorský
  - Gardiens : Jaroslav Pavelka, Patrik Rybár
  - Entraîneur : Václav Sýkora
- Dinamo Riga (KHL)
  - Attaquants : Māris Bičevskis, Rihards Bukarts, Launs Darzins, Miks Indrašis, Ņikita Jevpalovs, Aleksandrs Jerofejevs, Danny Kristo, Edgars Kulda, Roberts Lipsbergs, Brandon McMillan, Frenks Razgals, Miķelis Rēdlihs, Gunārs Skvorcovs, Nikolaï Jerdev
  - Défenseurs : Nerijus Ališauskas, Oskars Batņa, Guntis Galviņš, Aleksandrs Jerofejevs, Georgijs Pujacs, Krišjānis Rēdlihs, Anssi Salmela, Karl Stollery, Kristaps Zīle
  - Gardiens : Mantas Armalis, Jānis Kalniņš
  - Entraîneur : Ģirts Ankipāns

### Arbitres
Les directeurs de jeu suivant sont engagés pour la compétition :
- Principaux
  - Stefan Eichmann
  - Mark Lemelin
  - Anssi Salonen
  - Daniel Stricker
  - Tobias Wehrli (remplace Marcus Vinnerborg, blessé)
- Juges de ligne
  - Cedric Borga
  - Nicolas Fluri
  - Roman Kaderli
  - Bryce Kovacs
  - David Obwegeser

## Résultats

### Phase de groupes

#### Groupe Cattini
| Clt   | Équipe           | PJ | V | VP | VF | D | DP | DF | BP | BC | Pts |
| ----- | ---------------- | -- | - | -- | -- | - | -- | -- | -- | -- | --- |
| +001, | Équipe du Canada | 2  | 2 | 0  | 0  | 0 | 0  | 0  | 9  | 4  | 6   |
| +002, | HC Davos         | 2  | 1 | 0  | 0  | 1 | 0  | 0  | 6  | 5  | 3   |
| +003, | Mountfield HK    | 2  | 0 | 0  | 0  | 2 | 0  | 0  | 4  | 10 | 0   |

- Qualifié directement pour les demi-finales
- Qualifié pour les pré demi-finales

| 26 décembre | Mountfield HK | 3-5 (1-2, 1-1, 1-2) | Équipe du Canada | Vaillant Arena 6 300 spectateurs |

| Feuille de match | Feuille de match | Feuille de match | Feuille de match | Feuille de match                                                    |
| ---------------- | ---------------- | ---------------- | ---------------- | ------------------------------------------------------------------- |
|                  |                  |                  |                  | Arbitrage : Mark Lemelin Daniel Stricker Nicolas Fluri Bryce Kovacs |
|                  |                  |                  |                  |                                                                     |
| 12 min           | Pénalités        | 10 min           |                  |                                                                     |
|                  |                  |                  |                  |                                                                     |

| 27 décembre | HC Davos | 5-1 (1-0, 3-0, 1-1) | Mountfield HK | Vaillant Arena 6 300 spectateurs |

| Feuille de match | Feuille de match | Feuille de match | Feuille de match | Feuille de match |
| ---------------- | ---------------- | ---------------- | ---------------- | ---------------- |
|                  |                  |                  |                  | Arbitrage :      |
|                  |                  |                  |                  |                  |
|                  |                  |                  |                  |                  |
|                  |                  |                  |                  |                  |

| 28 décembre | Équipe du Canada | 4-1 (0-1, 3-0, 1-0) | HC Davos | Vaillant Arena 6 300 spectateurs |

| Feuille de match | Feuille de match | Feuille de match | Feuille de match | Feuille de match |
| ---------------- | ---------------- | ---------------- | ---------------- | ---------------- |
|                  |                  |                  |                  | Arbitrage :      |
|                  |                  |                  |                  |                  |
|                  |                  |                  |                  |                  |
|                  |                  |                  |                  |                  |

#### Groupe Torriani
| Clt   | Équipe           | PJ | V | VP | VF | D | DP | DF | BP | BC | Pts |
| ----- | ---------------- | -- | - | -- | -- | - | -- | -- | -- | -- | --- |
| +001, | Équipe de Suisse | 2  | 2 | 0  | 0  | 0 | 0  | 0  | 10 | 1  | 6   |
| +002, | Dinamo Riga      | 2  | 0 | 1  | 0  | 1 | 0  | 0  | 5  | 9  | 2   |
| +003, | HPK Hämeenlinna  | 2  | 0 | 0  | 0  | 2 | 1  | 0  | 3  | 8  | 1   |

- Qualifié directement pour les demi-finales
- Qualifié pour les pré demi-finales

| 26 décembre | Équipe de Suisse | 6-1 (3-0, 1-1, 2-0) | Dinamo Riga | Vaillant Arena 6 300 spectateurs |

| Feuille de match | Feuille de match | Feuille de match | Feuille de match | Feuille de match                                                      |
| ---------------- | ---------------- | ---------------- | ---------------- | --------------------------------------------------------------------- |
|                  |                  |                  |                  | Arbitrage : Anssi Salonen Tobias Wehrli Roman Kaderli David Obwegeser |
|                  |                  |                  |                  |                                                                       |
| 10 min           | Pénalités        | 8 min            |                  |                                                                       |
|                  |                  |                  |                  |                                                                       |

| 27 décembre | HPK Hämeenlinna | 3-4 (pr) (1-1, 0-1, 2-1, 0-1) | Dinamo Riga | Vaillant Arena 6 028 spectateurs |

| Feuille de match | Feuille de match | Feuille de match | Feuille de match | Feuille de match |
| ---------------- | ---------------- | ---------------- | ---------------- | ---------------- |
|                  |                  |                  |                  | Arbitrage :      |
|                  |                  |                  |                  |                  |
|                  |                  |                  |                  |                  |
|                  |                  |                  |                  |                  |

| 28 décembre | Équipe de Suisse | 4-0 (2-0, 0-0, 2-0) | HPK Hämeenlinna | Vaillant Arena 6 300 spectateurs |

| Feuille de match | Feuille de match | Feuille de match | Feuille de match | Feuille de match |
| ---------------- | ---------------- | ---------------- | ---------------- | ---------------- |
|                  |                  |                  |                  | Arbitrage :      |
|                  |                  |                  |                  |                  |
|                  |                  |                  |                  |                  |
|                  |                  |                  |                  |                  |

### Phase finale

#### Pré-demi-finales
| 29 décembre | Dinamo Riga | 1-4 (1-1, 0-1, 0-2) | Mountfield HK | Vaillant Arena 5 953 spectateurs |

| Feuille de match | Feuille de match | Feuille de match | Feuille de match | Feuille de match |
| ---------------- | ---------------- | ---------------- | ---------------- | ---------------- |
|                  |                  |                  |                  | Arbitrage :      |
|                  |                  |                  |                  |                  |
|                  |                  |                  |                  |                  |
|                  |                  |                  |                  |                  |

| 29 décembre | HC Davos | 4-2 (1-2, 2-0, 1-0) | HPK Hämeenlinna | Vaillant Arena 6 300 spectateurs |

| Feuille de match | Feuille de match | Feuille de match | Feuille de match | Feuille de match |
| ---------------- | ---------------- | ---------------- | ---------------- | ---------------- |
|                  |                  |                  |                  | Arbitrage :      |
|                  |                  |                  |                  |                  |
|                  |                  |                  |                  |                  |
|                  |                  |                  |                  |                  |

#### Demi-finales
| 30 décembre | Équipe du Canada | 5-2 (2-1, 1-1, 2-0) | Mountfield HK | Vaillant Arena 6 300 spectateurs |

| Feuille de match | Feuille de match | Feuille de match | Feuille de match | Feuille de match |
| ---------------- | ---------------- | ---------------- | ---------------- | ---------------- |
|                  |                  |                  |                  | Arbitrage :      |
|                  |                  |                  |                  |                  |
|                  |                  |                  |                  |                  |
|                  |                  |                  |                  |                  |

| 30 décembre | Équipe de Suisse | 8-3 (2-2, 2-1, 4-0) | HC Davos | Vaillant Arena 6 300 spectateurs |

| Feuille de match | Feuille de match | Feuille de match | Feuille de match | Feuille de match |
| ---------------- | ---------------- | ---------------- | ---------------- | ---------------- |
|                  |                  |                  |                  | Arbitrage :      |
|                  |                  |                  |                  |                  |
|                  |                  |                  |                  |                  |
|                  |                  |                  |                  |                  |

#### Finale
| 31 décembre | Équipe du Canada | 3-0 (0-0, 2-0, 1-0) | Équipe de Suisse | Vaillant Arena 6 300 spectateurs |

| Feuille de match | Feuille de match | Feuille de match | Feuille de match | Feuille de match |
| ---------------- | ---------------- | ---------------- | ---------------- | ---------------- |
|                  |                  |                  |                  | Arbitrage :      |
|                  |                  |                  |                  |                  |
|                  |                  |                  |                  |                  |
|                  |                  |                  |                  |                  |

## Équipe d'étoiles
Chaque année, une équipe type du tournoi est constituée avec les meilleurs joueurs des 6 équipes.
| Position   | Joueur          | Équipe           |
| ---------- | --------------- | ---------------- |
| Gardien    | Kevin Poulin    | Équipe du Canada |
| Défenseurs | Magnus Nygren   | HC Davos         |
| Défenseurs | Eric Blum       | Équipe de Suisse |
| Attaquants | Tomi Sallinen   | HC Davos         |
| Attaquants | Andrew Ebbett   | Équipe du Canada |
| Attaquants | Jaroslav Bednář | Mountfield HK    |